# Bříství
Bříství (în germană Brzistew, între 1939–1945 Ulmenau) este o comună și un sat în districtul Nymburk, regiunea Boemia Centrală, Cehia. Are o populație de aproximativ 400 de locuitori.
Principalul obiectiv turistic din Bříství este Biserica „Înălțarea Sfintei Cruci”, o biserică gotică cu nucleu romanic, care a fost probabil ridicată în jurul anului 1150.
Stema și drapelul au fost acordate comunei prin decizia președintelui Camerei Deputaților din Parlamentul Republicii Cehe la 8 iunie 2004.

## Etimologie
Numele său a evoluat din cuvintele în limba cehă veche břest (cu sensul de „ulm”) și břístí („pădure de ulmi”).

## Geografie
Bříství se află la aproximativ 15 kilometri (9 mi) sud-vest de Nymburk și la 21 kilometri (13 mi) est de capitala Praga. Se găsește într-un peisaj plat din Podișul Elbei Centrale. 
Cel mai înalt punct al comunei este dealul Břístevská hůra (sau Vršek u Starého Vestce), aflat la 233 metri (764 ft) deasupra nivelului mării. Guvernul Cehiei a inclus întreaga zonă Břístevská hůra în lista siturilor Natura 2000 de importanță europeană, ca Polabská hůry.
Pârâul Kounický potok (afluent de stânga al râului Elba) curge prin comună.

## Istorie
Prima mențiune scrisă a lui Bříství datează din anul 1318. După unele cercetări mai vechi, satul a fost menționat încă din anul 993 odată cu fondarea Mănăstirii Břevnov, dar această teorie nu a fost acceptată.

## Transporturi
Autostrada D11 (parte a drumului european E67) de la Praga la Hradec Králové trece prin comună.
Nu se găsește nicio linie de cale ferată și nicio gară în comună.
Linia de autobuz 661 traversează satul pe traseul Český Brod⁠(d) – gara feroviară Starý Vestec – Lysá nad Labem.

## Obiective turistice

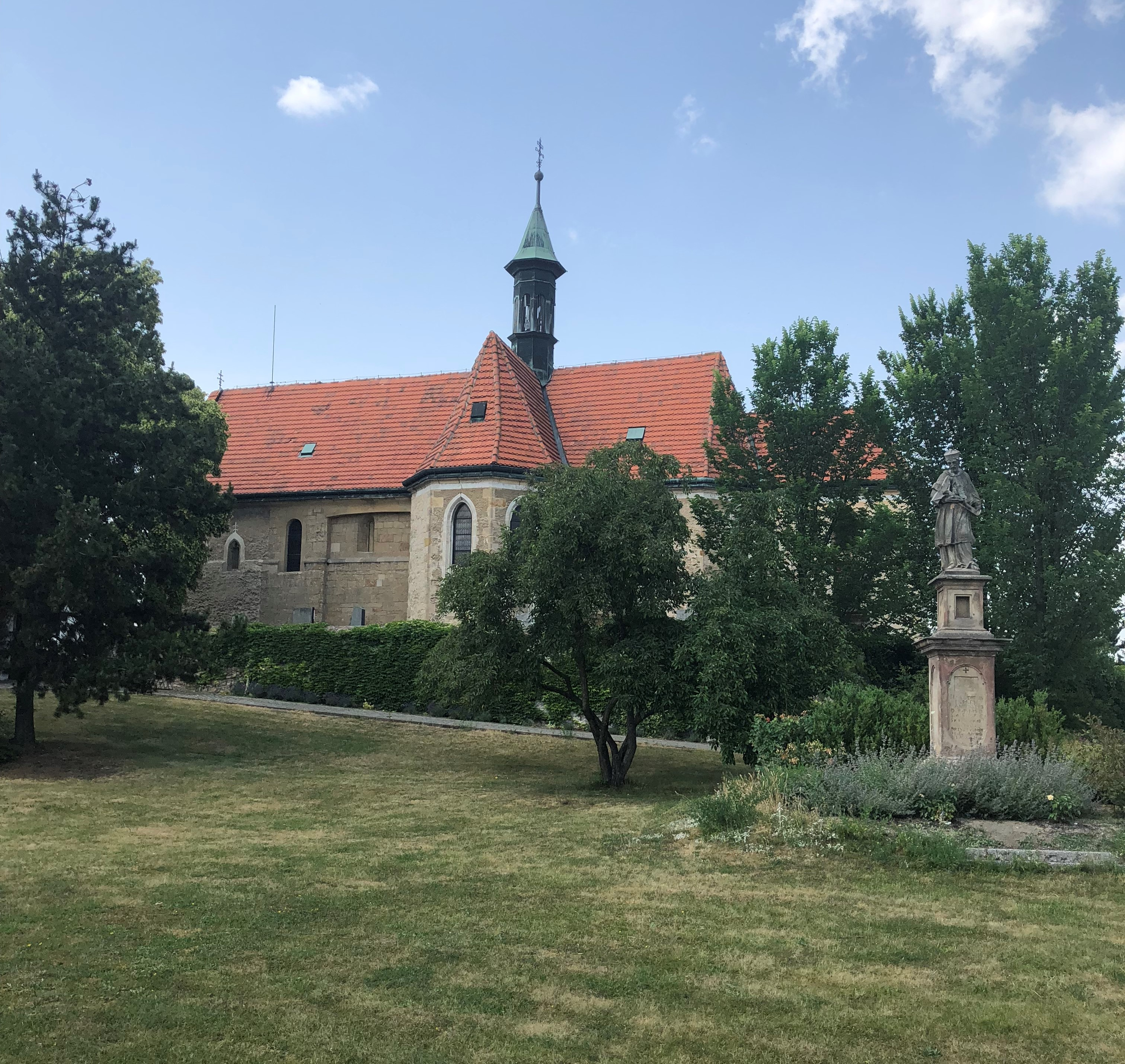
Biserica „Înălțarea Sfintei Cruci” din Bříství

Principalul obiectiv turistic din Bříství este Biserica „Înălțarea Sfintei Cruci”, care a fost probabil ridicată în jurul anului 1150. Aceasta este o biserică romanică de la mijlocul secolului al XIII-lea, care a fost reconstruită treptat în stil gotic, iar în 1722 a devenit în totalitate barocă și i s-a adăugat o singură navă. În 1843, bisericii i s-a adăugat un turn cu clopotniță.
Pe dealul Břístevská hůra se află ruinele Capelei „Înălțarea Sfintei Cruci”. A fost construită în stil baroc în anul 1714. În 1764, capela a ars după ce a fost lovit de un fulger. A fost reparată în 1816, dar a ars iarăși doi ani mai târziu.
Statuia Sfântului Ioan Nepomuk se află în piața satului, aceasta a fost ridicată în anul 1702.